# 프로스페리다드역
프로스페리다드역(스페인어: Prosperidad)은 마드리드 지하철 4호선의 역이다. 마드리드 차마르틴 구의 프로스페리다드 광장 지하에 위치해 있다. 요금구역상으로는 A구역에 속한다.

## 역사
4호선의 마드리드 북서부 (프로스페리다드, 아르투로 소리아, 카니야스 일대) 연장 구간에 포함된 역으로서 1973년 3월 26일에 영업에 들어갔다. 일찍이 20세기 초에 마드리드 지하철을 처음 계획할 당시부터 고려되던 지역이 북서부 일대였지만, 여러 가지 사정으로 인해 반세기가 지나고 나서야 지하철이 들어오게 되었다.

## 환승 정보
역 주변에 시내버스 정류장이 세 곳 있다.
버스
- 시내버스
  - 1, 9, 73번 노선 (주간)
  - N2번 노선 (야간)

지하철
| 마드리드 지하철                 | 마드리드 지하철       | 마드리드 지하철                |
| ------------------------------- | --------------------- | ------------------------------ |
| 아베니다 데 아메리카 아르궤예스 | 마드리드 지하철 4호선 | 알폰소 XIII 피나르 데 차마르틴 |